# Wetherellus
Wetherellus is een geslacht van uitgestorven straalvinnige beenvissen uit het Vroeg-Eoceen.

## Beschrijving
Deze 25 cm lange makreel had een kop met tamelijk grote ogen met daaromheen een ring van verbeningen, hetgeen duidelijk maakt, dat deze vis zich ophield op grotere diepten van de oceaan. De kaken waren bezet met een rij rechte, spitse tanden, die aan de buitenzijde geflankeerd werden door een kleinere reeks.

## Leefwijze
Deze vis leefde in vrij diepe oceanen.

## Vondsten
Fossielen van deze vis werden gevonden in Europa.